# Sphaerotylus borealis
Sphaerotylus borealis är en svampdjursart som först beskrevs av Swartschewsky 1906.  Sphaerotylus borealis ingår i släktet Sphaerotylus och familjen Polymastiidae. Utöver nominatformen finns också underarten S. b. antarcticus.